# Municipio de Dingman
El municipio de Dingman (en inglés: Dingman Township) es un municipio ubicado en el condado de Pike en el estado estadounidense de Pensilvania. En el año 2000 tenía una población de 8.788 habitantes y una densidad poblacional de 58 personas por km².

## Geografía
El municipio de Dingman se encuentra ubicado en las coordenadas 41°22′36″N 74°57′59″O / 41.37667, -74.96639.

## Demografía
Según la Oficina del Censo en 2000 los ingresos medios por hogar en la localidad eran de $54,866 y los ingresos medios por familia eran $56,458. Los hombres tenían unos ingresos medios de $41,589 frente a los $26,643 para las mujeres. La renta per cápita para la localidad era de $21,519. Alrededor del 4,2% de la población estaban por debajo del umbral de pobreza.